# مكتبة عبد الله بن العباس
مكتبة عبد الله بن عباس هي واحدة من أقدم وأكبر المكتبات المتخصصة في مجال الفقه وأصوله في العالمين الإسلامي والعربي، تقع في محافظة الطائف في السعودية، تضم في أركانها مجموعة من نوادر المؤلفات والكتب والمخطوطات الإسلاميّة، وقطع أثرية ونقوش حجرية عمرها أكثر من 900 سنة. هذا بالإضافة إلى أهتمام القائمين عليها بها 

## تاريخ
تزامن إنشاء هذه المكتبة مع إنشاء مسجد حبر الأئمة الصحابي عبدالله بن العباس الذي بنته ثقيف في المكان الذي صلى فيه الرسول محمد أثناء حصاره لأهل الطائف في السنة الثامنة للهجرة، حيث أمر النبي محمد عثمان بن أبي العاص أن يؤم أهل الطائف فيه، ليتوالى بعدها الخلفاء الراشدون والأمويون على العناية بالمسجد حتى أُعيد بناؤه في زمن الخلافة العباسية سنة (592هـ).
وظلت مكتبة مسجد ابن العباس جزاءً داخلياً للمسجد ووقفاً لطلبة العلم والعلماء، حتى قام والي الحجاز في العصر العثماني محمد رشدي باشا الشرواني ما بين عامي (1250هـ – 1270هـ) بإنشاء مكتبة مستقلة عن المسجد عبارة عن رواقين من الناحية الغربية للمسجد، خصص لها مدخلاً مستقلاً من الناحية الجنوبية، يعرف إلى يومنا هذا باسم باب (محمد رشدي باشا)، وذلك ضمن مشروع إنشاء مكتبات ملحقه للجوامع الكبيرة والمساجد أو ما عرف في ذلك الوقت بـ (كتبخانة) وهو المبنى الذي يضم خزائن الكتب والمخطوطات الموجودة والمنتشرة داخل الجوامع والمساجد، بهدف حفظها وتيسير عملية الاستفادة منها وتسهيل وصول طلاب العلم والباحثين إليها وعامة الناس من محبي الاطلاع والقراءة.
وحظيت المكتبة باهتمام الدولة السعودية حيث أمر الملك سعود بن عبدالعزيز آل سعود عام 1378هـ بإعادة عمارة مسجد عبد الله بن العباس عمارة كاملة وإعادة بناء منارته وأبوابه وجميع ملحقاته بما في ذلك المكتبة، وفي عهد الملك فيصل بن عبدالعزيز آل سعود أعيد افتتاح المكتبة سنة 1384هـ، وانتدبت لها وزارة الحج والأوقاف آنذاك أكثر من مختص لتسجيل الكتب وفهرستها وتصنيفها وترقيمها، حتى ضُمّت إلى وزارة الشؤون الإسلامية والأوقاف والدعوة والإرشاد التي تشرف عليها وتزودها بالكتب والدوريات العلمية وتوفّر لها أرفف الحفظ والخزائن المكتبية والأجهزة الإلكترونية لتواصل رسالتها العلمية.
وسعت «واس» سبر أغوار هذه المكتبة التاريخية العريقة، ونقل ما تزخر به من معارف فقهية متنوعة إلى القارئ، فأوضح أمينها طلال الحارثي أن المكتبة أنموذج تراثي عريق في مجال الثقافة والشريعة نظير ما تحويه من ثروات علمية حصرت في أكثر من (6000) عنوان؛ وأكثر من (12 ألف كتاب) شملت مختلف مجالات العلوم الشرعية، والقراءات، والحديث، والفلك، والتاريخ، والطب، وأيضاً 22 قطعة أثرية وحجارة منقوشة بالحفر يعود تاريخها إلى عام (546هـ).

## محتويات المكتبة
تحتفظ مكتبة مسجد العباس بأكثر من (450) مخطوطة من المخطوطات القديمة النادرة كما بين الحارثي، أقدمها مخطوطة الكافي في علم الفرائض التي تضم (380) ورقة للصردفي إسحاق بن يوسف المتوفى سنة (500هـ)، وأعيد كتابتها على يد عبد الرحمن الحرازي في شهر رمضان سنة (702هـ).
بالإضافة للمحتوى الفقهي تضم مكتبة عبد الله بن العباس أيضاً أقساماً علمية عدّة هي: القرآن وعلومه، والحديث وعلومه، وأصول الفقه، والعقيدة والأديان والمذاهب المعاصرة، والآداب، واللغة والنحو والصرف، والتاريخ، والسير والتراجم، والجغرافيا، والسياسة والاقتصاد، والسيرة النبوية، والثقافة الإسلامية، والمجلات والدوريات العلمية.
وتحدث الكثير من المفكرين والأدباء عن مكتبة ابن العباس، منهم الدكتور عثمان محمود الصيني الذي عدّها من خزائن الكتب والمكتبات العربية التي تعرضت للإهمال والنسيان فترة طويلة حتى أعيد افتتاحها عام 1384هـ في عهد الملك فيصل وأنقذ ما يمكن إنقاذه من المخطوطات الموجودة في الصناديق والأكياس التي كانت موجودة فيها.
وقال الصيني: إن كثيراً من المخطوطات بمكتبة ابن العباس فقدت بكاملها رغم الإشارة إليها في بعض المخطوطات الموجودة بالمكتبة، أو فقدت أجزاء منها، أو أصابتها الرطوبة والبلل والأرضة، مبيناً أن بالمكتبة مخطوطات كثيرة للشيخ عبد الحفيظ بن عثمان بن محمد بن عثمان القاري الفتني الإدريسي الحنفي الذي عاش سنة 1319هـ، وله رسالة له باسم «نبذة من أخبار الطائف» محفوظة بدارة الملك عبد العزيز.
ولاهتمام الدكتور عثمان الصيني بالمكتبة صدر له عن نادي الطائف الأدبي كتابا بعنوان «فهرس المخطوطات بمكتبة عبد الله بن عباس بالطائف»، يقع في (494) صفحة من القطع المتوسط، مفهرساً فيها 450 مخطوط من مخطوطات المكتبة بإتباع قواعد وتعليمات فهرسة المخطوطات.
وشمل الفهرس أيضاً العلوم والمعارف التي تحتلها أرفف مكتبة عبد الله بن عباس وهي: المصاحف، التجويد والقراءات، التفسير، مصطلح الحديث، العقائد، التصوف، المواعظ والآداب، المنطق، أصول الفقه بفروعه الأربعة، الفرائض، اللغة، النحو، الصرف، البلاغة، العروض، الأدب، التاريخ والتراجم، الطب، الحيوان، الجبر والحساب، الفلك.
ووصف رئيس قسم النشاط الثقافي في إدارة تعليم محافظة الطائف الدكتور صالح الثبيتي مكتبة مسجد عبد الله بن عباس بأنها من أعرق المكتبات التي حفلت بنوادر المخطوطات وأمهات الكتب العربية منذ فجر الطباعة العربية، مشيراً إلى دورها العلمي الكبير في خدمة العلماء وطلبة العلم من الباحثين والباحثات طوال قرون مضت حتى أصبحت كنزاً من كنوز المعرفة البشرية.
ونوه أستاذ الفقه المقارن بجامعة الطائف الدكتور نزار الشيخ بالدور الكبير الذي قامت به مكتبة مسجد عبد الله بن العباس وحفظها للتراث والتاريخ الإسلامي بالتدوين والنقل، منوها بالأدوار الحضارية الكبيرة التي قامت بها المكتبة في مجال التعليم والتوعية.
وأفاد أن ما يميز مكتبة مسجد عبد الله بن العباس عن سائر المكتبات في العالم الإسلامي وهو ما تزخر به من المصادر والمراجع العلمية والمخطوطات الخاصة بدراسة الفقه وأصوله وعلوم العقيدة والفرائض، إضافة إلى علم الحديث والقراءات واللغة والأدب والبلاغة.